# Ballocephala verrucospora
Ballocephala verrucospora är en svampart som beskrevs av M.J. Richardson 1970. Ballocephala verrucospora ingår i släktet Ballocephala och familjen Meristacraceae.   Inga underarter finns listade i Catalogue of Life.